# تپه چوک ملا
تپه چوک ملا در شهرستان دورود، بخش مرکزی، دهستان ژان، ۵۰۰ متری شمال روستای دریژان سفلی واقع شده و این اثر در تاریخ ۲۳ بهمن ۱۳۸۵ با شمارهٔ ثبت ۱۷۲۲۲ به‌عنوان یکی از آثار ملی ایران به ثبت رسیده است.